# Tom Swoon
Tom Swoon, właściwie Dorian Kamil Tomasiak (ur. 6 czerwca 1993 w Goleniowie) – polski DJ i producent muzyczny. W jego twórczości przeważały utwory gatunkowo związane z bigroom house oraz electro house. W czerwcu 2018 ogłosił zakończenie kariery.
W zestawieniu „DJ Mag Top 100 DJs” Tom Swoon uplasował się na czterdziestym szóstym miejscu w 2015, na pięćdziesiątym szóstym miejscu w 2016, a ostatni raz w swojej karierze – na czterdziestym siódmym miejscu w 2017.

## Życiorys
Pierwsze kroki w roli DJ-a stawiał w 2009 pod nieformalnym pseudonimem DJ DoreQ. Karierę i pierwsze kroki w produkcji muzyki podjął w 2010 pod pseudonimem Pixel Cheese.
Jego pierwszym osiągnięciem był niewydany oficjalnie remiks utworu „Irresistible” australijskiego duetu Nervo, który zyskał uznanie autorek oryginalnego utworu. Następnie zremiksował singiel „Mansion” Garetha Emery’ego, który powstał w postaci nieoficjalnego bootlegu. W 2011 zaprezentował „Till Sunshine (Pixel Cheese Bootleg)”, będący bootlegiem utworów „Sunshine” Davida Guetty i Avicii oraz „Till Tonight” Laidbacka Luke’a. W serwisie YouTube nagranie uzyskało ponad 10 milionów odtworzeń.
Na początku 2012 podpisał kontrakt z amerykańską wytwórnią Ultra Records. W kwietniu wydał swój pierwszy singiel „Elva”, który zyskał uznanie m.in. u Tiësto czy Gregoriego Klosmana. W czerwcu zaczął występować pod pseudonimem Tom Swoon. Kolejną produkcją był oficjalny remiks singla „Burn It Down” grupy Linkin Park oraz drugi singiel – „Who We Are”, w którym gościnnie zaśpiewała Miss Palmer. Na początku 2013 wydane zostały kolejne single, w których głosu użyczyły m.in. Amba Shepherd i Taylr Reene, a także pierwsza współpraca z zagranicznym producentem – utwór „Rolercoaster” powstały z Josefem Belani.
W 2014 pierwszy raz zagrał na festiwalu Tomorrowland w Belgii.
Ostatnim zaplanowanym do wydania i ukończonym utworem w karierze Toma Swoona zostało Put 'Em High, które pierwotnie miało zostać wydane 11 grudnia 2017 nakładem Spinnin Records. Z powodu tragicznego wypadku z 5 grudnia i burzy wokół sprawstwa Swoona połączonego z trafieniem do aresztu – holenderska wytwórnia zerwała kontrakt i anulowała wydanie utworu. Piosenka niewiele później wyciekła do internetu, będąc dziś dostępną m.in. za pośrednictwem serwisu YouTube.

## Wypadek i koniec kariery

### Katastrofa drogowa z 5 grudnia 2017
5 grudnia 2017, jadąc drogą ekspresową S3 z Goleniowa do Szczecina tuż przed godziną 5:00, spowodował śmiertelny wypadek na wysokości miejscowości Kliniska Wielkie. Według wstępnych raportów policji, prowadzony przez Swoona Volkswagen Scirocco uderzył przy prędkości około 170 km/h w tył Volkswagena Bora, który zmieniał pas, aby ułatwić włączenie się do ruchu pojazdowi ciężarowemu. W wyniku zderzenia zginął mężczyzna, pasażer uderzonego samochodu, a kierująca trafiła do szpitala. Późniejsza kontrola policyjna wykazała, że muzyk w momencie wypadku był nietrzeźwy. Badanie alkomatem wykazało prawie 2 promile alkoholu we krwi.
Swoon trafił tego samego dnia do aresztu, a kilka dni później postawiono mu zarzut spowodowania wypadku ze skutkiem śmiertelnym oraz prowadzenia pojazdu pod wpływem alkoholu. Groziło mu za to wówczas od 2 do 12 lat więzienia bez możliwości warunkowego zawieszenia kary oraz dożywotni zakaz prowadzenia pojazdów.

### Oficjalne zakończenie kariery
Wraz, z tragicznym wypadkiem, dalsza kariera muzyka stanęła pod znakiem zapytania. Chwilę po zdarzeniu holenderska wytwórnia Spinnin Records zerwała z nim kontrakt i anulowała wydanie jego ostatniego ukończonego singla. Od tego czasu panowała cisza na temat DJ-a, aż do środy 6 czerwca 2018 roku, kiedy to za pośrednictwem Facebooka manager Swoona opublikował treść jego listu.

Dokładnie pół roku temu, będąc pod wpływem alkoholu spowodowałem wypadek drogowy, w wyniku którego śmierć poniosła jedna osoba. Przyznałem się do winy i od tamtej pory oczekuję w areszcie na proces. Piszę ten list, ponieważ chcę z całego serca przeprosić. Przepraszam rodzinę, która straciła najbliższą im osobę - nie mogę wyobrazić sobie bólu, jaki nieumyślnie zadałem tamtej nocy, a który zapewne trwa do dziś. Przepraszam też wszystkich, którzy się na mnie zawiedli - sam nie mogę zrozumieć, jak do tego doszło. Mimo to, pogodziłem się już z faktem, że czeka mnie surowa kara.
Życie ze świadomością, że nieumyślnie przyczyniło się do czyjejś śmierci jest najstraszniejszą rzeczą, jaka mnie kiedykolwiek spotkała. Nie ma dnia, w którym bym o tym nie myślał. Brak słów, które mogłyby oddać to, jak bardzo żałuję tego, co się wydarzyło.
Nie mam pojęcia, kiedy opuszczę więzienne mury - wiem jednak, że chcę je opuścić jako nowy człowiek i prowadzić zupełnie inne życie. Dlatego też podjąłem decyzję o zakończeniu projektu pod tytułem "Tom Swoon". Nadszedł czas, by skupić się na innych, ważniejszych od kariery sprawach. Przepraszam, że to wszystko skończyło się tak nagle... i tak tragicznie

Dorian Tomasiak ogłosił tego dnia oficjalne zakończenie kariery muzycznej zarówno pod pseudonimem Tom Swoon, jak i w ogóle. Zadeklarował się, że nie planuje kiedykolwiek więcej wracać do świata muzyki, a po odbyciu kary więzienia chce rozpocząć nowe życie.

### Wyrok
5 września 2018 został skazany przez Sąd Rejonowy w Goleniowie na 4 lata i 8 miesięcy pozbawienia wolności, a także wypłacenie nawiązki poszkodowanej rodzinie ofiary spowodowanego przez niego wypadku w kwocie 280 tys. zł. Ponadto uzyskał sądowy dożywotni zakaz prowadzenia pojazdów. Prokuratura złożyła odwołanie od wyroku, uznając go za zbyt niski.  22 marca 2019, po rozpatrzeniu prokuratorskiego odwołania, sąd zwiększył karę więzienia do 5 lat i 8 miesięcy pozbawienia wolności. Wyrok jest prawomocny.

## Dyskografia

### Single
Jako Pixel Cheese
- 2011 – „Vibe of Summer” (oraz Kamil Pankowski; gościnnie Yolanda Selini)
- 2012 – „Elva”

Jako Tom Swoon
- 2012 – „Who We Are” (gościnnie Miss Palmer)
- 2013 – „Not Too Late” (gościnnie Amba Shepherd)
- 2013 – „Wings” (gościnnie Taylr Renee)
- 2013 – „Rollercoaster” (oraz Josef Belani)
- 2013 – „Synchronize” (oraz Paris Blohm; gościnnie Hadouken!)
- 2014 – „Ahead of Us” (oraz Lush & Simon)
- 2014 – „Otherside” (gościnnie Niclas Lundin)
- 2014 – „Holika”
- 2014 – „Wait” (oraz Paris & Simo)
- 2014 – „Savior” (gościnnie Ruby Prophet)
- 2014 – „Ghost” (oraz Stadiumx; gościnnie Rico & Miella)
- 2015 – „I Am You” (oraz First State)
- 2015 – „Zulu”
- 2015 – „Here I Stand” (oraz Kerano; gościnnie Cimo Fränkel)
- 2015 – „Last Goodbye” (oraz Swanky Tunes)
- 2015 – „Alive” (versus Ale Q, Sonny Noto)
- 2015 – „Stay Together” (versus Nari & Milani)
- 2016 – „Never Giving Up” (gościnnie Jake Reese)
- 2016 – „I'm Leaving” (oraz Mosimann; gościnnie Ilang)
- 2016 – „Phoenix” (oraz Belle Humble, Dank)
- 2016 – „All the Way Down” (oraz Kill the Buzz; gościnnie Jenson Vaughan)
- 2017 – „Atom” (oraz Teamworx)
- 2017 – „Helter Skelter” (oraz Maximals)
- 2017 – „Shingaling”
- 2017 – „Don't Let Me Go” (oraz Wasback & Poli JR)
- 2017 – „Beside Me” (oraz Tungevaag & Raaban)
- 2017 – „Put Em High" (oraz Therese) (oficjalnie niewydany)

### Z gościnnym udziałem
- 2017 – „All I Ever Wanted” (Blasterjaxx & Tom Swoon)

### Remiksy
Jako Pixel Cheese
- 2010: Nervo feat. Ollie James – „Irresistable” (Pixel Cheese Acidstep Mix)
- 2010: Gareth Emery i Ashley Wallbridge – „Mansion” (Pixel Cheese Swedelicious Bootleg)
- 2011: Avicii – „ID2” (Pixel Cheese Remake)
- 2011: David Guetta i Avicii vs. Laidback Luke – „Till Sunshine” (Pixel Cheese Bootleg)
- 2011: Gareth Emery – „Tokyo” (Pixel Cheese Remix)
- 2011: Ash – „Let Me Show Your Love” (Pixel Cheese Remix)
- 2012: Steve Aoki feat. Wynter Gordon – „Ladi Dadi” (Pixel Cheese Remix)
- 2012: Kaskade feat. Skylar Grey – „Room for Happiness” (Pixel Cheese Remix)
- 2012: NERVO – „You're Gonna Love Again” (Pixel Cheese Remix)

Jako Tom Swoon
- 2012: Qpid – „Waterfall” (Tom Swoon Remix)
- 2012: Ellie Goulding – „Hanging On” (Tom Swoon Remix)
- 2012: Linkin Park – „Burn It Down” (Tom Swoon Remix)
- 2012: Alex Gaudino feat. Taboo – „I Don't Wanna Dance” (Tom Swoon Remix)
- 2012: Toper Jones feat. Amada – „Hello Chicago” (Tom Swoon Remix)
- 2012: Drumsound & Bassline Smith feat. Hadouken! – „Daylight” (Tom Swoon Remix)
- 2012: Flo Rida feat. Jennifer Lopez – „Sweet Spot” (Tom Swoon Remix)
- 2013: Tara McDonald – „Give Me More” (Tom Swoon Remix)
- 2013: Dido – „No Freedom” (Tom Swoon Remix)
- 2013: The Bloody Beetroots feat. Greta Svabo Bech – „Chonicles of a Fallen Love” (Tom Swoon Remix)
- 2013: Steve Aoki, Angger Dimas, Dimitri Vegas & Like Mike – „Phat Brahms” (Tom Swoon Remix)
- 2013: Gareth Emery i Ashley Wallbridge – „DUI” (Tom Swoon Remix)
- 2013: Flo Rida feat. Jennifer Lopez – „Sweet Spot” (Tom Swoon Remix)
- 2013: Flo Rida – „Let It Roll” (Tom Swoon Remix)
- 2013: Sultan + Ned Shepard & NERVO feat. Omarion – „Army” (Tom Swoon Remix)
- 2013: Jimmy Carris feat. Polina – „Open Your Heart” (Tom Swoon Remix)
- 2013: Tara McDonald – „Fix of You” (Tom Swoon Remix)
- 2013: Avicii – „Let Me Show You Love (Don't Give Up on Us)” (Tom Swoon Edit)
- 2013: Benny Benassi feat. John Legend – „Dance the Pain Away” (Tom Swoon Remix)
- 2013: Paul Oakenfold – „Touched by You” (Tom Swoon Remix)
- 2014: Chris Lake feat. Jareth – „Helium” (Tom Swoon Remix)
- 2014: Myon & Shane 54 + Late Night Alumni – „Under Your Cloud” (Tom Swoon Remix)
- 2014: Jus Jack – „Stars” (Tom Swoon Remix)
- 2014: Stafford Brothers & Eva Simons feat. T.I – „This Girl” (Tom Swoon Remix)
- 2014: Krewella – „Human” (Tom Swoon Remix)
- 2015: Kid Arkade feat. Josh Franceschi – „Not Alone” (Tom Swoon Remix)
- 2015: Five Knives – „Savages” (Tom Swoon Remix)
- 2015: Kelly Clarkson – „Invincible” (Tom Swoon Remix)
- 2015: Owl City feat. Aloe Blacc – „The Verge” (Tom Swoon Remix)
- 2015: Dúné vs Tom Swoon – „Last Soldiers” (Tom Swoon 'Nightride' Mix)
- 2015: Vigel – „Nothing to Lose” (Tom Swoon Edit)
- 2015: Leona Lewis – „Thunder” (Tom Swoon Remix)
- 2015: Tom Swoon, Paris & Simo – „Wait” (Tom Swoon & ak9 Remix)
- 2016: Sarsa – „Zapomnij mi” (Tom Swoon Remix)
- 2016: Steve Aoki feat. Matthew Koma – „Hysteria” (Tom Swoon & Vigel Remix)
- 2016: Ale Q & Avedon feat. Jonathan Mendelsohn – „Open Your Eyes” (Tom Swoon Edit)
- 2016: Djerem – „I'm In Love” (Tom Swoon Remix)
- 2016: Hiisak - La Fanfarra (Tom Swoon Edit)
- 2016: Kenn Colt ft. Ilang - Sanctify  (Tom Swoon & Hiisak Remix)
- 2016: Justin Oh – „Start Again” (Tom Swoon Edit)
- 2016: Funkerman – „Speed Up” (Tom Swoon Remix)
- 2016: Matthew Koma – „Kisses Back” (Tom Swoon & Indigo Remix)
- 2016: Robert Falcon & Shaan – „Mirage” (Tom Swoon Remode)
- 2017: Vigiland – „Let's Escape” (Tom Swoon Remix)
- 2017: Urban Cone – „Old School” (Tom Swoon Remix)
- 2017: Lorde – „Green Light” (Tom Swoon Remix)
- 2017: Tabitha Nauser – „Bulletproof” (Tom Swoon Remix)
- 2017: Iggy Azalea ft. Anitta – Switch (Tom Swoon Remix)
- 2017: Armin van Buuren ft. Josh Cumbee – Sunny Days (Tom Swoon Remix)
- 2017: Morgan Page feat. Moses Keenan – Fight My Way (Tom Swoon Remix)
- 2017: Toni Braxton – Coping (Tom Swoon Remix)